# Atopomyrmex calpocalycola
Atopomyrmex calpocalycola är en myrart som beskrevs av Roy R. Snelling 1992. Atopomyrmex calpocalycola ingår i släktet Atopomyrmex och familjen myror. Inga underarter finns listade.